# Motori
Motori è il terzo album in studio del gruppo heavy metal e hard rock bosniaco Divlje jagode, pubblicato nel 1982 e pubblicato da Diskoton.

## Tracce
1. Motori
2. Šampioni
3. Nasmiješi se
4. Zagrizi rock n roll
5. Sve iz inata
6. Šejla
7. Dodirni me
8. Ne želiš kraj
9. Divlji zapad

## Formazione
- Zele Lipovača - chitarra
- Alen Islamović - voce e basso
- Nasko Budimlić - batteria